# Thuiaria carica
Thuiaria carica är en nässeldjursart som beskrevs av Levinsen 1893. Thuiaria carica ingår i släktet Thuiaria och familjen Sertulariidae. Inga underarter finns listade i Catalogue of Life.